# 悲しみは雪のように
「悲しみは雪のように」（かなしみはゆきのように）は、浜田省吾の楽曲。1981年11月21日に14枚目のシングルとして発売され、1992年にフジテレビ系テレビドラマ『愛という名のもとに』の主題歌として起用されたのを機にアレンジを大幅に変更して、同年2月1日に23枚目のシングルとして発売された。

## 概要
1981年9月21日発売アルバム『愛の世代の前に』収録後、翌1982年1月の日本武道館公演に向けてシングルカットされた。
1981年にEPレコードとして発表されたものは、アルバム収録のテイクとはボーカルやコーラスアレンジ、ミックスが異なっており、表記にはないが厳密には"シングル・レコード・ヴァージョン"といえる。
そのため、後述のシングル・ヴァージョンと合わせて、同曲名で2種類のシングル・ヴァージョンが存在することになる。これはデビュー・シングル「路地裏の少年」でも同様のパターンである。
浜田の母親が脳閉塞という病に倒れ意識不明の重体になった際、深い悲しみと絶望に暮れながらも、ふと人に対して優しい気持ちになれた、というエピソードを基にして書かれている。母親は一命を取り留め、半身不随となったが2020年現在も、健在である。
歌詞の世界観は、浜田が敬愛する詩人・吉野弘の「雪の日に」をモチーフにしている。2007年11月27日の酒田市民会館のライブでは、吉野の地元ということもあって「雪の日に」を朗読。続けて本作を弾き語りで披露した。

## 収録曲
| 全作詞・作曲: 浜田省吾、全編曲: 水谷公生、コーラスアレンジ: 町支寛二。 |                              |          |            |      |
| #                                                                      | タイトル                     | 作詞     | 作曲・編曲 | 時間 |
| 1.                                                                     | 「悲しみは雪のように」       | 浜田省吾 | 浜田省吾   | 4:15 |
| 2.                                                                     | 「センチメンタルクリスマス」 | 浜田省吾 | 浜田省吾   | 4:09 |
| 合計時間:                                                              | 合計時間:                    | 8:24     |            |      |

## 悲しみは雪のように（Single Version）

### 概要
1988年に発売された「BREATHLESS LOVE」以来、約4年ぶりのシングルとなる。
1992年のフジテレビ系テレビドラマ『愛という名のもとに』の主題歌として起用され、アレンジを大幅に変更してリメイク。ドラマタイトルにもなった挿入歌「愛という名のもとに」とのカップリングで発売された。
浜田は「スタッフからは新曲を依頼されたが、内容を聞いて『このドラマの主題歌にするならこの歌しかない』と思った」と、語っている。レコーディングは1991年9月1日アルバム『EDGE OF THE KNIFE』制作時に同時に行われた。当時のアルバム発売インタビューで浜田が、「アルバムの10曲以外に、あと1曲レコーディングした」と答えている。
基本的に浜田自身はタイアップをやることに否定的だが、フジテレビ側の幾度に渡る熱心な交渉により、この主題歌起用が実現した。ドラマの劇中でも浜田の楽曲が多数流され、大々的に浜田をフィーチャーした内容だった。このドラマがきっかけで“浜省ブーム”が起こり、過去の数多のアルバムが多数チャートインした。
イントロがポリスのヒット曲「見つめていたい」と似ているが、浜田本人のイメージはジュード・コールというアーティストの作品で、その曲をアレンジャーの星勝に聴かせ「こういう感じにしたい」と依頼した。
2005年3月24日と2021年6月23日に、マキシシングルとしてリサイズされ復刻された。

### 記録
発売当時はトレンディドラマの全盛期で、主題歌からヒット曲が生まれるという図式が確立されており、同ドラマが社会現象にまでなったこともあり、浜田としては初のオリコン・シングルチャート第1位を獲得したシングルとなった。過去にアルバムで1位を獲得したことがあるが、シングルはトップ10すらランクインしなかった。
チャート初登場から2週連続1位を記録。3週目でとんねるずの「ガラガラヘビがやってくる」に1位を奪われたが、4週目で1位に返り咲き、そこから8週連続1位をキープ。通算10週に渡り1位を獲得し、累計売上170.3万枚（オリコン調べ）の大ヒットとなった。シングル売上歴代第47位（2010年時点・オリコン調べ）。通算10週の1位獲得は歴代9位の記録である。結果的に、浜田のシングルとしては過去最大のヒットとなり、現在でも音楽番組などで浜田を紹介する際は大抵本作が流される。「浜田省吾は知らないが、この曲は知っている」という人も多く見受けられる。アレンジを担当した星勝は「この曲が発表から40年以上経っても愛され続けているのは、彼自身がずっと走り続けてきたことも大きいはずです」などと評している。

### その他
最大のヒット曲ながら、ライブではセットリストから外すこともあり、期待したファンから「『悲しみ』やりませんでしたね」とガッカリされることもある。歌った場合はサビの「誰もが」の後「ウォウウォウ」と会場が一体となって声を合わせる。

### 収録曲
| 全作詞・作曲: 浜田省吾。 |                                        |           |            |        |      |
| #                        | タイトル                               | 作詞      | 作曲・編曲 | 編曲   | 時間 |
| 1.                       | 「悲しみは雪のように」(Single Version) | 浜田省吾  | 浜田省吾   | 星勝   | 5:13 |
| 2.                       | 「愛という名のもとに」                 | 浜田省吾  | 浜田省吾   | 佐藤準 | 5:51 |
| 合計時間:                | 合計時間:                              | 合計時間: | 11:04      |        |      |

### 参加ミュージシャン
| 悲しみは雪のように (Single Version) - Sound Produced and Arranged by 星勝 - Guitar Arrangement：武沢豊 - Drums：小田原豊 - Bass：鈴木“バカボンド”正之 - Electric Guitars：鳥山雄司, 長田進 and 武沢豊 - Piano：小島良喜 - Synthesizer：松浦晃久 - Manipulator：浦田恵司 - Percussion：ペッカー - Chorus：町支寛二 and 浜田省吾 | 愛という名のもとに - Sound Produced and Arranged by 佐藤準 - Drums：渡嘉敷祐一 - Bass：岡沢章 - Electric Guitar：今剛 and 青山徹 - Acoustic Guitar：安田裕美 - Piano：国吉良一 - Synthesizer：佐藤準 - Percussion：斉藤ノブ - Strings：Joe Group |

## カバー
| アーティスト                  | 収録作品                                            | 発売日             | 規格品番           | 備考                                                                            |
| 悲しみは雪のように            | 悲しみは雪のように                                  | 悲しみは雪のように | 悲しみは雪のように | 悲しみは雪のように                                                              |
| ----------------------------- | --------------------------------------------------- | ------------------ | ------------------ | ------------------------------------------------------------------------------- |
| 五木ひろし                    | 『ベストコレクション'92』                           | 1992年6月25日      | TKCI-30590         |                                                                                 |
| 巫啓賢                        | 『等你等到我心痛』                                  | 1992年             |                    | 中国語（北京語）の歌詞でタイトルは「就這樣分手」                                |
| Mr. Zivago                    | 『TELL BY YOUR EYES 〜covers〜』                    | 1993年8月21日      | ALCB-799           | タイトルは「SADNESS IS LIKE SNOW」                                              |
| 中村あゆみ                    | 『VOICE』                                           | 2008年7月23日      | MHCL-1372          |                                                                                 |
| 稲垣潤一 duet with 中村あゆみ | 『男と女2 -TWO HEARTS TWO VOICES-』                 | 2009年10月28日     | UICZ-4214          | 中村あゆみとのデュエット。                                                      |
| 稲垣潤一 duet with 中村あゆみ | 『男と女2 -TWO HEARTS TWO VOICES- Special Edition』 | 2009年10月28日     | UICZ-4215/16       | 中村あゆみとのデュエット。                                                      |
| 広瀬香美                      | 『DRAMA Songs』                                     | 2010年1月20日      | VICL-63515         |                                                                                 |
| Water                         | 『Water Covers』                                    | 2011年12月14日     | SNR-11111          |                                                                                 |
| SHOW-YA                       | 『Glamorous Show II』                               | 2015年5月27日      | UICZ-4326          |                                                                                 |
| 平和島静雄（小野大輔）        | 『デュラララ!!×2 承転結 カバーソングコレクション』  | 2016年7月27日      | SBCV-80253         | テレビアニメ『デュラララ!!×2 結』関連曲 『デュラララ!!×2 結』全巻同時購入特典CD |